# Tanimaiaki (Butaritari)
Tanimaiaki ist ein Ort mit einer Landfläche von 0,59 km² im nördlichen Teil des pazifischen Archipels der zum Inselstaat Kiribati gehörenden Gilbertinseln nahe dem Äquator. 2020 wurden 384 Einwohner gezählt.

## Geographie
Tanimaiaki liegt im Süden des Atolls Butaritari. Es ist durch eine Straße mit Tabonuea im Westen sowie mit Tanimainiku im Osten verbunden.

## Klima
Das Klima ist tropisch heiß, wird jedoch von ständig wehenden Winden gemäßigt. Ebenso wie die anderen Orte der nördlichen Gilbertinseln wird Tanimaiaki gelegentlich von Zyklonen heimgesucht.